# Třída Wels
Třída Wels byla třída čtyř říčních hlídkových lodí (Patrouillenboote) rakousko-uherského námořnictva. Skládala se z jednotek Wels, Barsch, Compó a Viza postavených v budapešťské loděnici Ganz & Danubius v letech 1915 až 1916. Jednalo se o větší a silněji vyzbrojené pokračování třídy Fogas a jejich hlavním určením měl být doprovod větších rakousko-uherských monitorů a průzkum na Dunaji a jeho přítocích. Po první světové válce byly všechny jednotky rozděleny mezi nástupnické státy, ale První republika kvůli selhání československé diplomacie žádnou z nich nezískala. Nakonec všechny získalo Maďarské království.

## Konstrukce

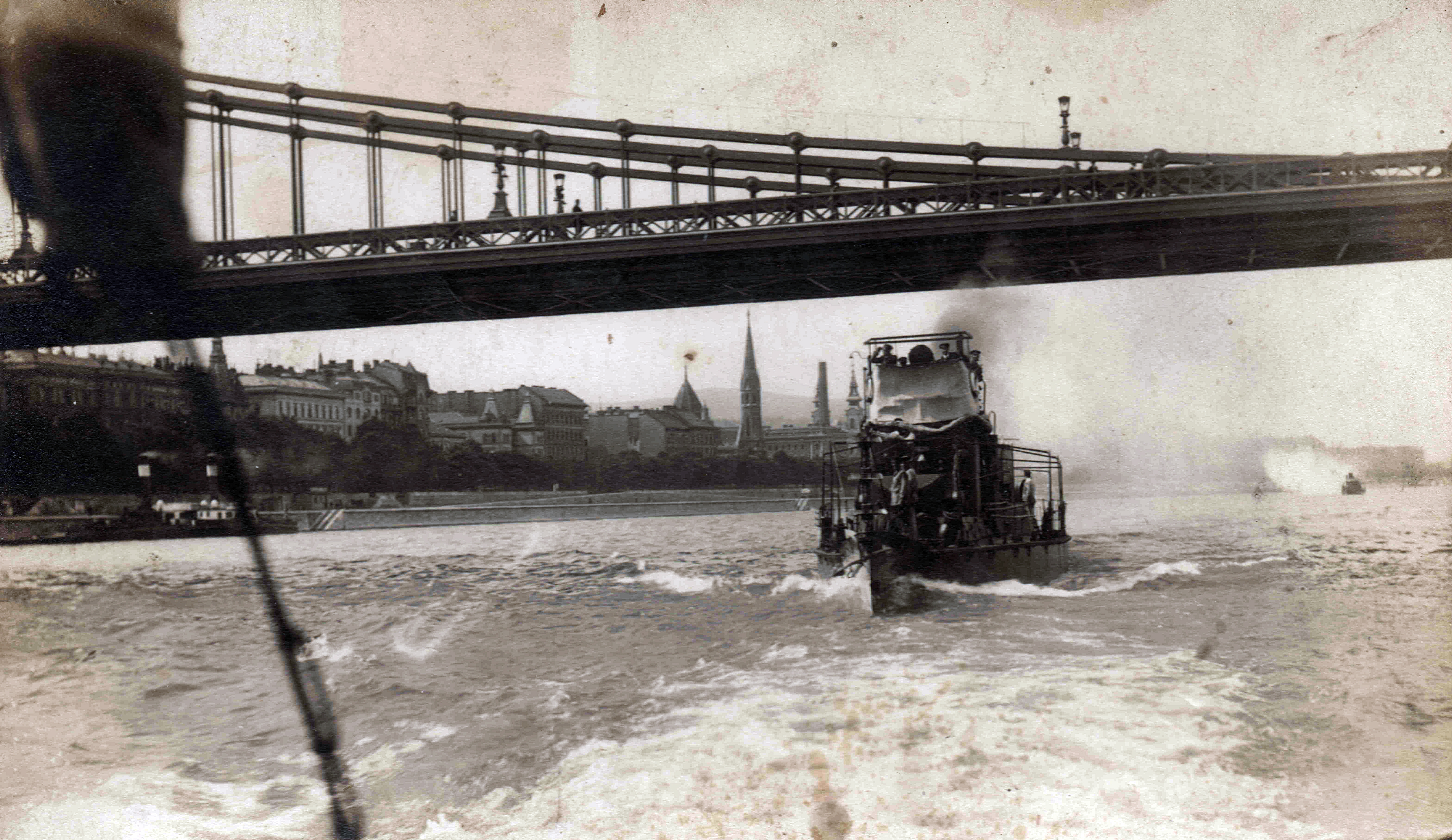
Pro podplutí mostů – zde Széchenyi Lánchíd v Budapešti – bylo nutné oba stěžně sklopit, jak ukazuje jedna z jednotek třídy Wels. Zde již pod maďarskou vlajkou

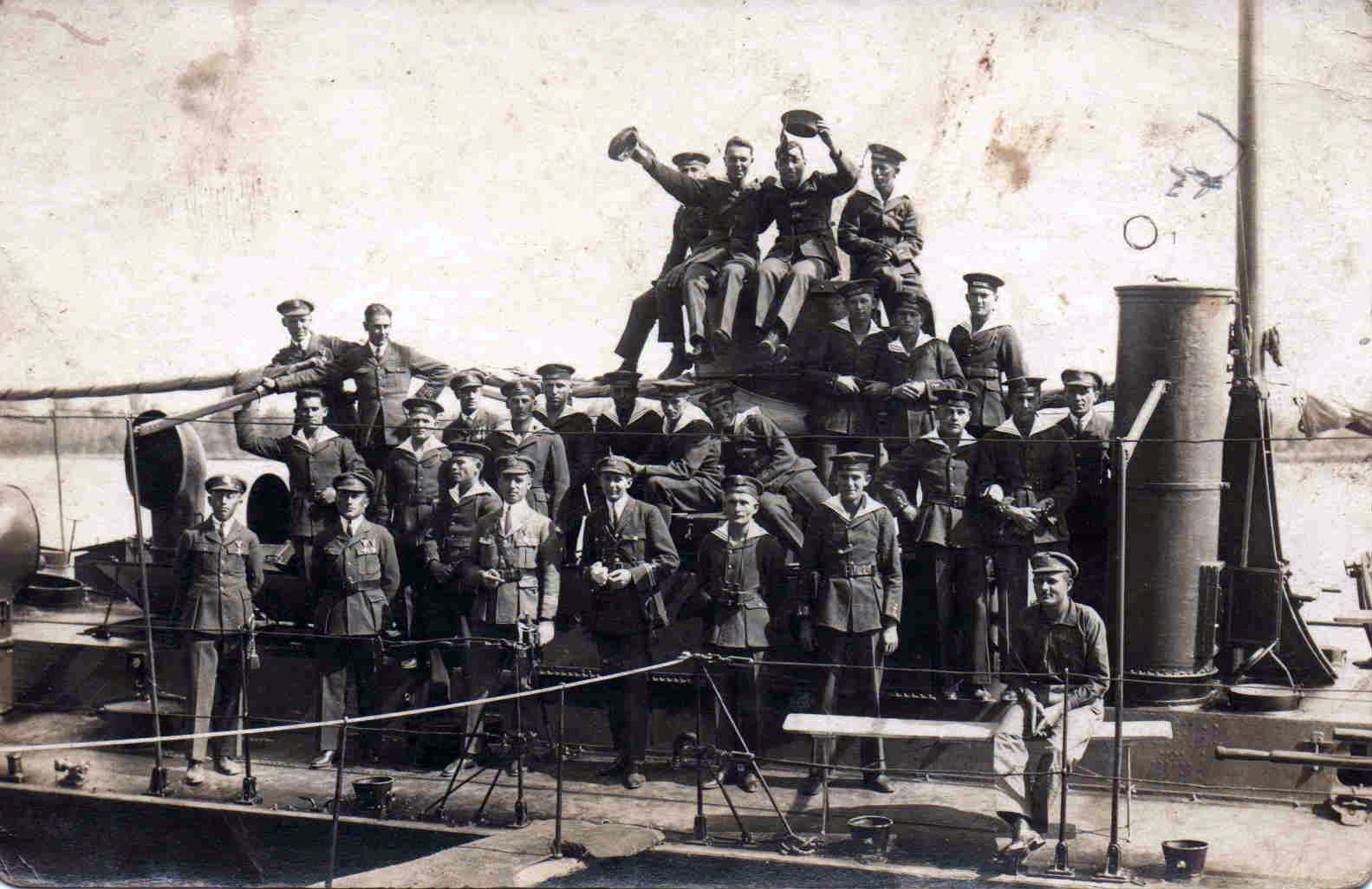
Maďarská posádka pózuje na levoboku středolodi – horní čtveřice sedí na kulometné věžičce. Vpravo detail paty sklopného zadního stěžně

Stavba jednotek třídy Wels započala ještě před dokončením obou jednotek předchozí třídy Fogas, takže do jejich konstrukce (zejména výzbroje) nebylo možné zahrnout ponaučení z provozu a nasazení předchůdce. Hlavní výzbroj tvořily čtyři kánony 7 cm Škoda (skutečná ráže byla 66 mm) s hlavní délky 26 ráží, které byly umístěny po dvou do dělových věží na přídi a zádi. Oba kanóny v každé věži byly umístěny na společné kolébce a věž měla 10mm pancíř. 66mm kanóny ale svým výkonem nevyhovovaly: hlídkové lodě se kvůli malému dostřelu musely přiblížit k nepříteli a samy se tak vystavovaly odvetné palbě, vůči které ale neměly adekvátní pancéřování.
Třída Wels ale přinesla i několik novinek: jako první rakousko-uherské říční lodě měly pancíř integrovaný jako konstrukční prvek trupu a při dokončení již rovnou nesly po jednom dálkoměru. Novinkou (a to nejenom v rakousko-uherské Donauflottille, ale na říčních plavidlech všeobecně) bylo použití parních turbín (dřívější monitory a hlídkové lodě poháněl parní stroj). Turbíny umožnily dosáhnout relativně vysoké rychlosti 17 až 18 uzlů (31,5 až 33,3 km/h) při zkouškách, ale daní za to byl neekonomický provoz při nižších rychlostech a delší reakční doba přechodu na zpětný chod potřebný k okamžitému zastavení (tzv. crash stop). Při ekonomické plavbě vyšší rychlostí na malé hloubce (cca do 4 m) zase lodě vytvářely vysokou příďovou vlnu, která mohla poškodit břeh a pobřežní instalace.

## Jednotky třídyWels
Všechny čtyři jednotky postavila loděnice Ganz & Danubius v Budapešti.
| Jméno      | Označení během stavby | Položení kýlu | Spuštění       | Přijetí do služby | Osud |
| ---------- | --------------------- | ------------- | -------------- | ----------------- | --- |
| SMS Wels   | l                     | ledna 1915    | 22. října 1915 | března 1916       | prosince 1918 internována Jihoslovany v Bělehradě ledna 1919 přejmenována na Bregalnica (Брегалница) dubna 1920 předána Maďarsku a přejmenována na Szeged 8. května 1945 kapitulovala v Rakousku do rukou Američanů 1949 sešrotována v Maďarsku |
| SMS Barsch | m                     | 1915          | 1915           | března 1916       | prosince 1918 internována Jihoslovany v Bělehradě ledna 1919 přejmenována na Neretva (Неретва) dubna 1920 předána Rakousku a přejmenován zpět na Barsch 30. července 1929 prodána Maďarsku (výměnou za Siófok) a přejmenována na Baja 8. května 1945 kapitulovala v Rakousku do rukou Američanů do 50. let sloužila jako ledoborec na Dunaji                   |
| SMS Compó  | n                     | 1915          | 1916           | 28. března 1916   | 1919 sloužila v dunajské flotile Maďarské republiky rad; při povstání proti Revoluční vládní radě v červnu 1919 zachovala věrnost Bélu Kunovi 15. dubna 1920 předána Rakousku, ale do služby nikdy nezařazena 6. října 1927 prodána zpět Maďarsku a přejmenována na Györ 8. května 1945 kapitulovala v Rakousku do rukou Američanů 1949 sešrotována v Maďarsku |
| SMS Viza   | o                     | 1915          | 1916           | 26. dubna 1916    | 1919 sloužila v dunajské flotile Maďarské republiky rad; při povstání proti Revoluční vládní radě v červnu 1919 zachovala věrnost Bélu Kunovi 15. dubna 1920 předána Maďarsku a přejmenována na Kecskemét 8. května 1945 kapitulovala v Rakousku do rukou Američanů 1949 sešrotována v Maďarsku                                                                |